# 五戸まきば温泉
五戸まきば温泉（ごのへまきばおんせん）は、青森県三戸郡五戸町にある温泉。

## 泉質
- 塩化物泉　
  - 源泉温度41℃

## 温泉街
牧場の中にある温泉で、宿泊施設は1軒ある。

## 歴史
牧場の一角が暖かい場所が存在していた。当時牧場を経営していた温泉開発者が牧場の大半を売り払ってボーリングを実施して源泉を開発した。温泉を開設したのは1977年（昭和52年）。温泉施設の中に馬の飾りモノが多く存在するのは、創業者が存命中に牧場時代を懐かしんでのためである。

## アクセス
- 鉄道: 東北新幹線八戸駅より南部バス五戸駅行きで30分、ひばり野公園で下車し徒歩10分。